# U.S. Route 176
La U.S. Route 176 (US 176) est une US Route auxiliaire de la US 76 se trouvant en Caroline du Nord et en Caroline du Sud. Elle parcourt 237,98 miles (382,99 km) depuis l'intersection avec la US 25 Bus. et la NC 225 à Hendersonville, Caroline du Nord jusqu'à la jonction avec la US 52 à Goose Creek, Caroline du Sud.

## Description du tracé

### Caroline du Nord
La US 176 débute au centre-ville de Hendersonville, à la jonction avec la US 25 Bus. et la NC 225. Elle se dirige vers le sud-est et passe par Saluda et Tryon avant de quitter l'état pour entrer en Caroline du Sud.

### Caroline du Sud
La route entre en Caroline du Sud au nord-ouest de Landrum. Elle continue vers le sud-est et atteint cette ville, suivie de Campobello, Inman, Spartanburg, Union, Columbia, Cameron, Holly Hill et Goose Creek, où elle prend fin alors qu'elle rencontre la US 52. Sur la majorité de son trajet dans l'état, la US 176 est parallèle à l'I-26.

## Intersections majeures
Caroline du Nord
 US 25 Bus. / NC 225 à Hendersonville
 US 25 près de Hendersonville
Caroline du Sud
 I-26 près d'Inman
 I-85 / I-585 près de Spartanburg. L'I-585 / US 176 forment un multiplex jusqu'à Spartanburg.
 US 221 à Spartanburg
 US 29 à Spartanburg
 I-26 près d'Irmo
 US 76 près d'Irmo. Les routes forment un multiplex jusqu'à Irmo.
 I-26 à Irmo
 I-20 à Saint Andrews
 US 21 / US 321 à Columbia. La US 21 / US 176 forment un multiplex jusqu'à Sandy Run. La US 176 / US 321 forment un multiplex jusqu'à Dixiana.
 US 76 à Columbia. Les routes forment un multiplex dans la ville.
 I-126 à Columbia
 US 1 / US 378 à Columbia
 I-26 / I-77 à Cayce
 I-26 à Dixiana
 US 601 près de Saint Matthews
 US 301 près de Felderville
 I-95 près de Holly Hill
 US 15 près de Holly Hill
 US 17 Alt. à Woodbridge
 US 52 à Goose Creek